# Conjunto de Itens de Personalidade Internacional
O Conjunto de Itens de Personalidade Internacional (International Personality Item Pool ou IPIP em inglês) é uma coleção de itens de domínio público para uso em testes de personalidade.  É gerido pelo Oregon Research Institute. 
O conjunto contém 3.329 itens.  Esses itens compõem mais de 250 inventários que medem uma variedade de fatores de personalidade, muitos dos quais se correlacionam bem com sistemas mais conhecidos, como o Questionário 16PF e os Cinco Grandes traços de personalidade. O IPIP fornece citações de periódicos para rastrear esses inventários até a publicação, bem como tabelas de correlação entre questões do mesmo fator e entre resultados de diferentes inventários para comparação.    As chaves de pontuação que mencionam os itens usados para um teste são dadas em forma de lista;  elas podem ser formatadas em questionários. 
Muitos inventários de personalidade de banda larga (por exemplo, MMPI, NEO-PI) são proprietários. Como resultado, os pesquisadores não podem implantar livremente esses instrumentos e, portanto, não podem contribuir para um maior desenvolvimento de instrumentos.  Um problema adicional é que esses instrumentos proprietários raramente são revisados, alguns com itens datados.  Um dos propósitos do IPIP é remediar essa situação.